# Signore di Lusignano
Il titolo di Signore di Lusignano era un titolo nobiliare francese legato alla cittadina di Lusignano, Vienne.
Era detenuto dalla famiglia Lusignano che prese il nome proprio dai possedimenti che gli appartenevano in virtù di tale titolo.

## Storia

### Origini

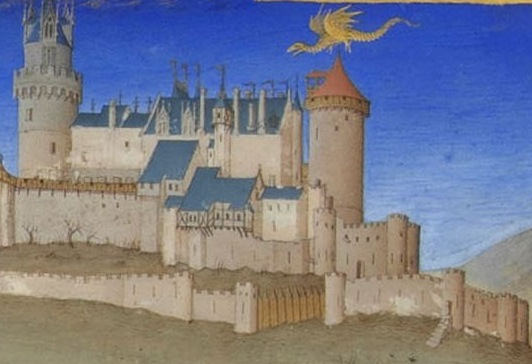
Lo Château de Lusignan all'inizio del XV secolo dalle Trés Riches Heures du Duc de Berry

La Casata dei Lusignano ebbe origine nella regione del Poitou, vicino Lusignano nella Francia occidentale. Dagli inizi del X secolo ebbero la signoria del Castello di Lusignano, che era uno dei castelli medievali più importanti della Francia, secondo la leggenda fondato dalla fata Melusina.

### XII e XIII secolo
Nei secoli XII ed XIII i Lusignano crebbero in potenza, ottenendo, grazie a successioni matrimoniali, le Contee di La Marche e di Angoulême, come vassalli dei duchi di Aquitania, finché le loro ambizioni non vennero stroncate nei conflitti che opposero i re di Francia ai sovrani Plantageneti. 

### In Oriente

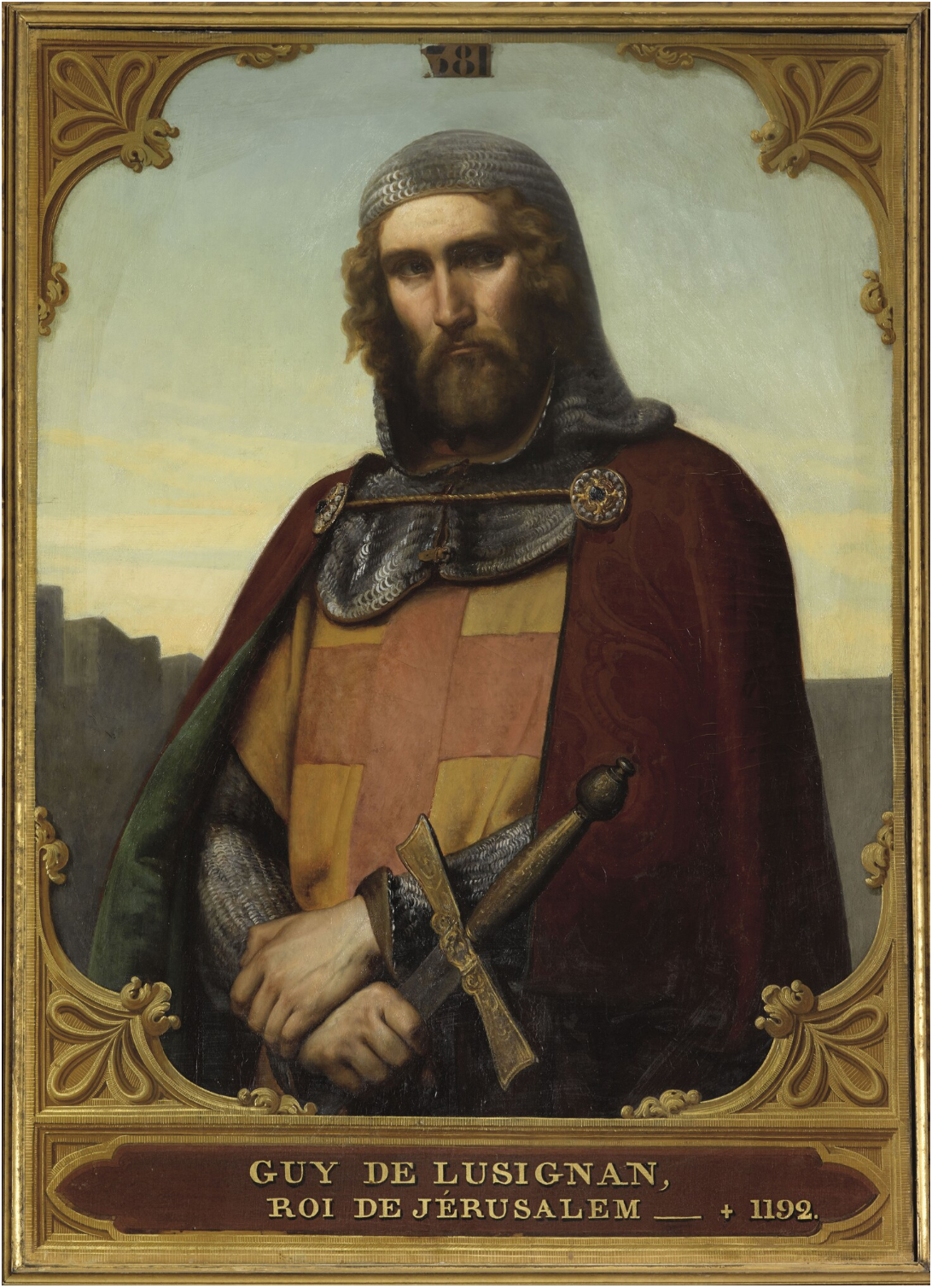
Ritratto del re Guido di Lusignano, fondatore dell'Ordine della Spada e del Silenzio
François-Édouard Picot, 1845 circa (Reggia di Versailles)

Un ramo cadetto dei Lusignano ebbe molta più fortuna negli Stati cristiani sorti nel Mediterraneo orientale al seguito delle crociate. Ottennero infatti alla fine del XII secolo il Regno di Gerusalemme e il Regno di Cipro e, nel corso del secolo XIV secolo, anche il Regno di Armenia in Cilicia.

## Signori di Lusignano
- Prima metà del X secolo: Ugo I il Cacciatore, signore di Lusignano.
- ?-? (X secolo): Ugo II detto il Caro, figlio di Ugo I.
- ?-1012: Ugo III detto il Bianco, figlio di Ugo II; sposò verso il 967 una certa Arsende.
- 1012-1030 circa: Ugo IV detto il Bruno, figlio di Ugo III; sposò Aldiarde de Thouars.
- 1030 circa-1060: Ugo V il Buono, figlio di Ugo IV; sposò Almodis de La Marche.
- 1060-1102: Ugo VI il Diavolo, figlio di Ugo V; sposò nel 1065 circa Ildégarde de Thouars.
- 1102-1151: Ugo VII il Bruno, figlio di Ugo VI; sposò Sarrasine de Lezay.
- 1151-1173: Ugo VIII il Vecchio, figlio di Ugo VII; sposò Bourgogne de Rançon.
- 1173-1219: Ugo IX il Bruno, (morto nel 1219 a Damietta), anche Conte de La Marche e d'Angoulême, figlio di Ugo il Bruno di Lusignano, reggente della signoria per conto del padre Ugo VIII, dal 1163 alla sua morte (1169); sposò prima Agathe de Preuilly, poi nel 1189 Mathilde d'Angoulême.
- 1219-1249: Ugo X, anche conte di La Marche e d'Angoulême, figlio di Ugo IX; sposò nel 1220 Isabella d'Angoulême, vedova di Giovanni Senza Terra.
- 1249-1250: Ugo XI, anche conte di La Marche e d'Angoulême, figlio di Ugo X; sposò Iolanda di Bretagna.
- 1250-1282: Ugo XII, anche conte di La Marche e d'Angoulême, figlio di Ugo XI; sposò Jeanne de Fougères.
- 1282-1303: Ugo XIII, anche conte di La Marche e d'Angoulême, figlio di Ugo XII; sposò Beatrice di Borgogna, figlia di Ugo IV di Borgogna.
- 1303-1309: Guido, anche conte di La Marche e d'Angoulême, fratello di Ugo XIII.
- 1309: la signoria di Lusignano e le contee di La Marche e d'Angoulême tornarono alla Corona di Francia, al re Filippo IV il Bello.